# Diospyros piresii
Diospyros piresii är en tvåhjärtbladig växtart som beskrevs av Paulo Bezerra Cavalcante. Diospyros piresii ingår i släktet Diospyros och familjen Ebenaceae. Inga underarter finns listade i Catalogue of Life.